# Président du Conseil (Togo)
Le président du Conseil du Togo, anciennement Premier ministre est le chef du gouvernement de la République togolaise.
D'après l'article 66 de la Constitution togolaise de 1992, il est nommé et révoqué par le président de la République.

## Historique
Le rôle de Premier ministre du Togo apparaît d'abord en 1956, alors que le Togo est une République autonome vis-à-vis du gouvernement français, puis est renforcé en 1957. Le poste est finalement aboli par la Constitution de 1961, lorsque le pays devient pleinement indépendant français.
Jusqu'en 1991, le chef du gouvernement est le président. Lorsque le poste est recréée, le Premier ministre doit d'abord faire partie de la majorité parlementaire, puis ce critère est retiré dans la constitution de la quatrième République. Il a la responsabilité de choisir un conseil des ministres, qui est par la suite validé par le président.
Le premier titulaire de la fonction est Nicolas Grunitzky. La première femme à être nommée à ce poste est Victoire Tomégah-Dogbé en 2020.
La révision constitutionnelle adoptée le 16 mars 2024 instaure une Ve République et un régime parlementaire en lieu et place du régime présidentiel en vigueur jusqu'alors. Le chef du gouvernement devient président du Conseil, tandis que la fonction de président de la République devient symbolique avec un rôle de soutien à la cohésion et à l'unité de la nation. Cette nouvelle constitution, promulguée en mai 2004 par le président Faure Gnassingbé, est contestée par l'opposition et plusieurs organisations de la société civile.